# 土岐口村
土岐口村（ときぐちむら）は、かつて岐阜県土岐郡に存在した村。わずか4ヶ月と14日の間しか存在しなかった。
現在の土岐市土岐ヶ丘、御幸町、土岐口北町、土岐口中町、土岐口南町、土岐津町土岐口などに該当する。

## 歴史
- 1889年（明治22年）
  - 7月1日 - 町村制により土岐口村が発足。
  - 11月15日 - 高山村と合併し、土岐津町が発足[1]。同日土岐口村は廃止。